# Paniek in het dorp (televisieserie)
Paniek in het dorp (Frans: Panique au village) is een Belgische animatieserie uit 2001. In 2009 verscheen er een film.
De reeks bestaat uit 20 afleveringen. Het is een stopmotion-animatieserie met in de hoofdrol een cowboy, een indiaan en een paard. Alle drie hebben ze geen namen, maar worden gewoon genoemd bij wat ze zijn. Ze wonen samen in hetzelfde dorp. Andere bewoners uit het dorp zijn Steven, Janine en Benedict. Ook lopen er een agent en een buschauffeur rond.
De serie werd gemaakt door Stéphane Aubier, Guillaume Malandrin, Vincent Patar en Vincent Tavier, die elkaar kenden van hun studietijd aan het instituut van schone kunsten in Luik. Ze werken voornamelijk onder het pseudoniem "pic pic" of "pic pic André".
In Nederland wordt deze serie uitgezonden door de VPRO in het programma Villa Achterwerk. De stemmen werden ingesproken door Jeroen van Koningsbrugge, Marjet Ciggaar en Howard van Dodemont.

## Verhaal
Het paard, de cowboy en de indiaan wonen samen in een huis en telkens worden ze geconfronteerd met een bepaald probleem, dat ze met hun eigenheid oplossen. Dit levert hilarische momenten op.

## Afleveringen
| 01. Le gâteau          |  | 06. Robin               |  | 11. Le voyage de Gendarme      |  | 16. Coboy chasseur               |
| 02. Cob'Hulk           |  | 07. La chasse au renard |  | 12. On a kidnappé Âne          |  | 17. Les voleurs de cartes        |
| 03. Le Relax           |  | 08. La belle excursion  |  | 13. Le grand sommeil           |  | 18. Laurent le neveu de Cheval   |
| 04. Uns séance de pose |  | 09. Le trésor d'Indien  |  | 14. Coboy et Indien au camping |  | 19. Janine et Steven en vacances |
| 05. Lise et Jan        |  | 10. La course cycliste  |  | 15. Déjeuner sur l'herbe       |  | 20. La pièce de théâtre          |